# Mistrzostwa Unii Europejskiej w Boksie Mężczyzn 2003
Mistrzostwa Unii Europejskiej w Boksie Mężczyzn 2003 – 1. edycja Mistrzostw Unii Europejskiej w boksie amatorskim mężczyzn, która odbyła się we francuskim mieście Strasburg w dniach 10-14 czerwca 2003. Tabelę medalową zdominowali pięściarze reprezentujący Turcję, którzy wygrali pięć konkurencji. Zawody odbyły się pod patronatem organizacji sankcjonującej boks amatorski w Europie - European Amateur Boxing Association (EABA). 

## Medaliści
| Kategoria wagowa |                    |                    |                                       |
| ---------------- | ------------------ | ------------------ | ------------------------------------- |
| – 48 kg          | Abdülkadir Koçak   | Rédouane Asloum    | −                                     |
| – 51 kg          | Jérôme Thomas      | Wiaczesław Molis   | Felipe Martínez Don Broadhurst        |
| – 54 kg          | Ali Hallab         | Bashir Hassan      | Wilhelm Gratschow Brian Gillan        |
| – 57 kg          | Majid Jelili       | David Mulholland   | Ahmet Turan Jani Turunen              |
| – 60 kg          | Selçuk Aydın       | Devis Boschiero    | Guillaume Salingue Andrew Murray      |
| – 64 kg          | Willy Blain        | Paul McCloskey     | Brunet Zamora Albert Starikov         |
| – 69 kg          | Bülent Ulusoy      | Xavier Noël        | Donatas Bondorovas Francisco Martínez |
| – 75 kg          | Serdar Üstüner     | Mamadou Diambang   | Ricardo Samms Aleksander Rubjuk       |
| – 81 kg          | Tarhan Yıldırım    | Kenneth Egan       | John Dovi Boubacar Kamara             |
| – 91 kg          | Vitalijus Subačius | Andreas Gustavsson | Alan Reynolds Spiridion Kladouhas     |
| + 91 kg          | Modo Sallah        | Sebastian Köber    | Ahmet Aksu Mehdi Aouiche              |

### Tabela medalowa zawodów
| Poz. | Państwo   |    |    |    | Łącznie |
| ---- | --------- | -- | -- | -- | ------- |
| 1    | Turcja    | 5  | 0  | 2  | 7       |
| 2    | Francja   | 3  | 3  | 3  | 9       |
| 3    | Szwecja   | 2  | 2  | 1  | 5       |
| 4    | Litwa     | 1  | 0  | 1  | 2       |
| 5    | Irlandia  | 0  | 2  | 3  | 5       |
| 6    | Anglia    | 0  | 1  | 2  | 3       |
| 6    | Estonia   | 0  | 1  | 2  | 3       |
| 8    | Niemcy    | 0  | 1  | 1  | 2       |
| 8    | Włochy    | 0  | 1  | 1  | 2       |
| 10   | Hiszpania | 0  | 0  | 2  | 2       |
| 11   | Grecja    | 0  | 0  | 1  | 1       |
| 11   | Finlandia | 0  | 0  | 1  | 1       |
| Poz. | Łącznie   | 11 | 11 | 20 | 42      |